# Отці Церкви

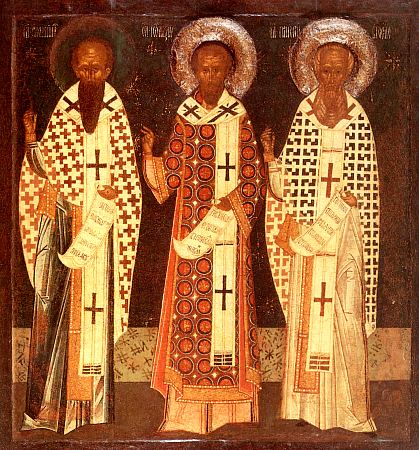
Три святителі

Отці́ Це́ркви (грец. Εκκλησιαστικοί Πατέρες; у православ'ї Святі отці) — стародавня шаноблива назва християнських богословів і церковних діячів, який з IV ст. використовується до групи видатних церковних діячів і письменників минулого (найчастіше це період II–VIII століть), як мирян так і священників, які зробили вагомий внесок у створення і розробку правил, устрою, віровчення і церковних обрядів, канону Святого Писання (відокремлення богонатхненних книг від апокрифічних) та ін. Вважається, що Святих отців відрізняє православне вчення, святість життя, визнання Церкви і древність. Вчення святих отців, так само як розділ богослів'я, що вивчає їхнє вчення називається патристикою або патрологією.
В католицтві і православ'ї до Отців Церкви відносять одних і тих же сподвижників, але при цьому існує різниця у їх почитанні. Зазвичай, на Заході епоху святих отців закінчують на Ісидорі Севільському, а на Сході — на Івану Дамаскинові.
Головні Отці Церкви в православ'ї — три святителі: Василій Великий (Кесарійський), Григорій Богослов (Назіанзин) та Іван Золотоустий. Шануються також Григорій Ніський, Афанасій Олександрійський, Діонісій Ареопагіт та ін.
Головні Отці в римо-католицькій церкві — Августин, Амвросій Медіоланський, Єронім Стридонський та Григорій I.
Пізніших богословів на Заході називають «вчителями церкви», а їхнє вчення — схоластикою. У православ'ї це поняття не використовується, тому до Отців Церкви інколи зараховують діячів Середньовіччя, наприклад патріарха Фотія, Симеона Нового Богослова, Григорія Паламу і Нового часу — Паїсія Величковського, Феофана Затворника, Силуана Афонського та ін.